# Paris Masters 2006
Il Paris Masters 2006 (conosciuto anche come BNP Paribas Masters per motivi di sponsorizzazione) è stato un torneo di tennis che si è giocato per l'ultima volta sul Sintetico indoor. È stata la 34ª edizione del Paris Masters, che fa parte della categoria ATP Masters Series nell'ambito dell'ATP Tour 2006. Il torneo si è giocato nel Palais omnisports de Paris-Bercy di Parigi in Francia, dal 30 ottobre al 6 novembre 2006.

## Campioni

### Singolare
Nikolaj Davydenko ha battuto in finale  Dominik Hrbatý con il punteggio di 6–1, 6–2, 6–2.

### Doppio
Arnaud Clément /  Michaël Llodra hanno battuto in finale  Fabrice Santoro /  Nenad Zimonjić con il punteggio di 6–3, 7–6(4).